# Abavorana luctuosa
Abavorana luctuosa is een kikker uit de familie echte kikkers (Ranidae). De soort werd voor het eerst wetenschappelijk beschreven door Wilhelm Peters in 1871. Oorspronkelijk werd de wetenschappelijke naam Limnodytes luctuosus gebruikt. De soort werd later toegekend aan verschillende geslachten zoals Rana, Hylarana en Pulchrana. De kikker is hierdoor in de literatuur bekend onder verschillende namen.

## Verspreiding
Het verspreidingsgebied beslaat delen van Azië; de soort komt voor in Indonesië en in Maleisië op het eiland Borneo. De kikker is ook aangetroffen in Thailand, maar deze waarneming is al van enige tijd geleden. De habitat bestaat uit de strooisellaag van bossen en open plekken in bossen in laaggelegen gebieden tot wat hoger gelegen streken tot 1350 meter boven zeeniveau.